# Wolfgantzen
Wolfgantzen (deutsch Wolfganzen) ist eine französische Gemeinde mit 1156 Einwohnern (Stand 1. Januar 2022) im Département Haut-Rhin in der Region Grand Est (bis 2015 Elsass). Sie gehört zum Arrondissement Colmar-Ribeauvillé und ist Mitglied des Gemeindeverbandes Communauté de communes Alsace Rhin Brisach.
Die Gemeinde erhielt 2022 die Auszeichnung „Zwei Blumen“, die vom Conseil national des villes et villages fleuris (CNVVF) im Rahmen des jährlichen Wettbewerbs der blumengeschmückten Städte und Dörfer verliehen wird.

## Geografie
Wolfgantzen liegt nordwestlich von Neuf-Brisach und wird von der Départementsstraße D 415 und der Museumseisenbahnlinie Colmar-Volgelsheim passiert. Die Gemeindefläche wird landwirtschaftlich genutzt, im Westen liegt ein Waldgebiet.

## Geschichte
Der Ort ist nach dem Heiligen Wolfgang benannt und wurde um die erste Jahrtausendwende als Wolfgangesheim erwähnt. Der heutige Ortsname ist aus der elsässisch-alemannischen Aussprache des Ursprungsnamens abgeleitet.
Im Hochmittelalter stand Wolfganzen zunächst unter der Herrschaft der Grafen von Egisheim und im 13. und 14. Jahrhundert dann der Habsburger. Im 15. Jahrhundert fiel der Ort dann an das Haus Württemberg. Aufgrund dieser Zugehörigkeit wurde Wolfganzen 1536 im Zuge der Reformation protestantisch. Gegen Ende des 17. Jahrhunderts kamen die württembergischen Besitzungen im Elsass unter französische Oberhoheit. Im Unterschied zu den im Heiligen Römischen Reich verbliebenen Besitzungen mussten die Württemberger daher auch wieder den katholischen Ritus erlauben. Die örtliche Kirche, deren Ursprünge im 11. Jahrhundert datieren, wurde daraufhin von 1685 bis zum Bau einer eigenen katholischen Kirche 1877 als Simultaneum genutzt. Nach der Errichtung der protestantischen Kirche wurde sie schließlich 1881 abgerissen.
Die württembergische Herrschaft endete mit der Französischen Revolution und der damit verbundenen Einführung des Zentralismus in Frankreich. Die weitere politische Zugehörigkeit Wolfgantzens folgte der des Elsass. Von 1871 bis zum Ende des Ersten Weltkrieges gehörte es als Teil des Reichslandes Elsaß-Lothringen zum Deutschen Reich und war dem Kreis Colmar im Bezirk Oberelsaß zugeordnet.

### Bevölkerungsentwicklung
| Jahr      | 1910 | 1962 | 1968 | 1975 | 1982 | 1990 | 1999 | 2007 | 2014 |
| --------- | ---- | ---- | ---- | ---- | ---- | ---- | ---- | ---- | ---- |
| Einwohner | 329  | 368  | 383  | 409  | 836  | 822  | 972  | 1037 | 1037 |

## Sehenswürdigkeiten
- Katholische Kirche St. Wolfgang in neogotischem Stil, 1877 erbaut, während des Zweiten Weltkriegs beschädigt
- Protestantische Kirche, 1880 erbaut

|  |  |  |